# Adam Bell
Adam Bell (* 12. Februar 2004) ist ein neuseeländischer Fußballspieler.

## Karriere
Adam Bell begann seine Profikarriere in Neuseeland bei den Western Suburbs. Für die Suburbs hatte er bereits beim Start der National League Saison 2021 zwei Einsätze. Sein Debüt gab er dort bereits am ersten Spieltag. Seinen ersten Startelfeinsatz hatte er am letzten Spieltag der Championship-Runde.
Anfang 2022 wechselte er zum Auckland City FC. Zum Ende der regulären Spielrunde der Spielzeit 2022 bekam er Einsatzzeiten und debütierte darüber hinaus auch in der OFC Champions League, als er beim 5:0-Gruppenspielsieg über die Solomon Warriors zur 62. Minute für Nathan Lobo ins Spiel kam. Bisher wurde er mit Auckland zwei Mal Meister und gewann ein Mal die OFC Champions League.